# Eusebio Prieto y Ruiz
Eusebio Prieto y Ruiz (bautizado en Cartago (Costa Rica), 7 de noviembre de 1808-Cartago, Costa Rica, 21 de marzo de 1850) fue un político costarricense del siglo XIX.
Nació en Cartago, Costa Rica. Fue bautizado el 7 de noviembre de 1808. Sus padres fueron José Ruperto Prieto y González del Suso y María Josefa Ruiz y Fernández. Casó en Cartago el 29 de mayo de 1832 con María Ayala Corrales (1816-1866), hija del Gobernador Juan de Dios de Ayala y Toledo y de Luisa Corrales. Hijos de este matrimonio fueron Víctor Zacarías (n. y m. en 1833), María (casada en 1850 con Francisco Peña) y Agripina Prieto y Ayala en 1860 (casada con Guillermo Dent Cornejo).
Sufrió confinamiento en San José por su participación en la insurrección de la Liga. 
Fue elegido como magistrado propietario en 1845 y en agosto de 1846 la Cámara de Senadores lo designó Presidente de la Corte Suprema de Justicia, cargo que ejerció hasta 1847.